# کروویانا
کروویانا (به ایتالیایی: Croviana) یک کومونه در ایتالیا است که در ترنتینو واقع شده‌است.

## خصوصیات
کروویانا ۵٫۱ کیلومترمربع مساحت و ۶۱۲ نفر جمعیت دارد و ۷۲۱ متر بالاتر از سطح دریا واقع شده‌است.